# Бэйли, Джулиан
Джулиа́н Бэ́йли (англ. Julian Bailey, 9 октября 1961, Лондон) — английский автогонщик, участник чемпионата мира по автогонкам в классе Формула-1.

## Биография
В начале 1980-х годов соревновался в британской Формуле-Форд. В 1986 году перешёл в Формулу-3000, выиграл этап на трассе Брэндс-Хэтч. В 1988 году выступал в чемпионате мира Формулы-1 в команде «Тиррелл», очков не набрал, в десяти Гран-при не прошёл квалификацию. На следующий год перешёл в соревнования спортивных автомобилей, выступал на автомобиле «Ниссан». В начале 1991 года вновь попытался закрепиться в Формуле-1, выступал в команде «Лотус». Набрал 1 очко за 6 место в Гран-при Сан-Марино, но в других трёх этапах не прошёл квалификацию. В дальнейшем был заменён на Джонни Херберта. С 1993 года выступал в британском чемпионате по турингу на автомобиле «Тойота», в 1997 году перешёл в чемпионат FIA GT, где соревновался на автомобиле «Листер-Сторм».

## Результаты гонок в Формуле-1
| Легенда к таблице |                                                                    |
| --- | ------------------------------------------------------------------ |
| В таблице перечислены результаты всех Гран-при Формулы-1, в которых принимал участие гонщик. Строками таблицы являются сезоны, столбцами — этапы чемпионата мира. В каждой клетке указаны сокращённое название этапа и результат, дополнительно обозначенный цветом. Расшифровка обозначений и цветов представлена в нижеследующей таблице. |                                                                    |
| \| Пример \| Описание \| \| ------------ \| ------------------------------------------------------------------ \| \| 1 \| Победитель \| \| 2 \| Второе место \| \| 3 \| Третье место \| \| 5 \| Финишировал, заработав очки \| \| Сход \| Не финишировал, но при этом заработал очки \| \| 12 \| Финишировал, не получив очков \| \| НКЛ \| Финишировал, но не попал в финальную классификацию \| \| 15 \| Участвовал вне зачёта, либо по отдельной классификации \| \| 18 \| Не финишировал, но попал в финальную классификацию \| \| Сход \| Не финишировал \| \| НКВ \| Не прошёл квалификацию \| \| НПКВ \| Не прошёл предквалификацию \| \| ДСК \| Дисквалифицирован \| \| ИСК \| Исключён из протокола соревнований \| \| ТТ \| Заявлен для участия только в тренировках \| \| НС \| Участвовал в квалификации, но не стартовал в гонке \| \| Т \| Травмирован или болен \| \| ОТК \| Отказ от участия \| \| НТР \| Прибыл на соревнования, но на трассу не выезжал \| \| НПР \| Был заявлен в числе участников, но не прибыл к началу соревнований \| \| О \| Соревнования отменены \| \| \| Не участвовал \| \| Поул-позиция \| \| \| Быстрый круг \| \| |                                                                    |
| Пример | Описание                                                           |
| 1 | Победитель                                                         |
| 2 | Второе место                                                       |
| 3 | Третье место                                                       |
| 5 | Финишировал, заработав очки                                        |
| Сход | Не финишировал, но при этом заработал очки                         |
| 12 | Финишировал, не получив очков                                      |
| НКЛ | Финишировал, но не попал в финальную классификацию                 |
| 15 | Участвовал вне зачёта, либо по отдельной классификации             |
| 18 | Не финишировал, но попал в финальную классификацию                 |
| Сход | Не финишировал                                                     |
| НКВ | Не прошёл квалификацию                                             |
| НПКВ | Не прошёл предквалификацию                                         |
| ДСК | Дисквалифицирован                                                  |
| ИСК | Исключён из протокола соревнований                                 |
| ТТ | Заявлен для участия только в тренировках                           |
| НС | Участвовал в квалификации, но не стартовал в гонке                 |
| Т | Травмирован или болен                                              |
| ОТК | Отказ от участия                                                   |
| НТР | Прибыл на соревнования, но на трассу не выезжал                    |
| НПР | Был заявлен в числе участников, но не прибыл к началу соревнований |
| О | Соревнования отменены                                              |
| | Не участвовал                                                      |
| Поул-позиция |                                                                    |
| Быстрый круг |                                                                    |

| Сезон | Команда | Шасси       | Двигатель | Ш | 1       | 2        | 3       | 4       | 5        | 6     | 7       | 8      | 9       | 10      | 11      | 12     | 13      | 14      | 15     | 16      | Место | Очки |
| ----- | ------- | ----------- | --------- | - | ------- | -------- | ------- | ------- | -------- | ----- | ------- | ------ | ------- | ------- | ------- | ------ | ------- | ------- | ------ | ------- | ----- | ---- |
| 1988  | Тиррелл | Tyrrell 017 | Cosworth  | G | БРА НКВ | САН Сход | МОН НКВ | МЕК НКВ | КАН Сход | ДЕТ 9 | ФРА НКВ | ВЕЛ 10 | ГЕР НКВ | ВЕН НКВ | БЕЛ НКВ | ИТА 12 | ПОР НКВ | ИСП НКВ | ЯПО 14 | АВС НКВ | -     | 0    |
| 1991  | Лотус   | Lotus 102B  | Джадд     | G | США НКВ | БРА НКВ  | САН 6   | МОН НКВ | КАН      | МЕК   | ФРА     | ВЕЛ    | ГЕР     | ВЕН     | БЕЛ     | ИТА    | ПОР     | ИСП     | ЯПО    | АВС     | 18    | 1    |